# 曼切堪貓
曼赤肯貓（英語：Munchkin cat）是一種自然基因演變的短腿貓。曼赤肯貓被視為矮貓的原始基因品種，有各色長短不同的皮毛，因基因排列組合，特徵四肢矮短的短腿貓。

## 名稱由來
曼赤肯貓、曼切堪貓或曼基康貓，都是音譯。因外型矮短的身材，又名短腿貓或臘腸貓。
英文名稱的由來是源自一部1900年的小說《綠野仙踪》中關於  矮小居民的傳說；而另一則傳說是來自於《貓城》，傳說裡面有一條10厘米的小路名稱就是 ，因而以此命名。

## 發現品種
1940年以來，世界各地已有發現多次短腿貓紀錄。1944年，英國獸醫 H. E. William Jones 的報告中，描述四代有短腿現象的貓，其中包括一隻八歲半黑色母貓，擁有相當健康的紀錄，紀錄中指出這隻母貓的後代皆有相似的外觀，且動作敏捷，除了腿的長度以外，其他部分都與貓一般相似，但於第二次世界大戰期間，這些貓似乎消失了，直到1956年的俄羅斯和1970年代的美國發現陸續發現短腿貓。
1983年，路易斯安那州的雷維爾（Rayville），一位音樂老師 Sandra Hochenedel，在小貨車底下發現兩隻短腿的貓。Hochenedel 將貓帶回家後，發現兩隻貓都懷孕了，且腿的長度極短。她收留一隻黑色的貓取名為黑莓（Blackberry），黑莓產下短腿的小貓。黑莓的小貓中，Hochenedel 將其中一隻名為 Tolouse 的公貓，送给她位於路易斯安那州門羅（Monroe）的 Kay LaFrance。
LaFrance 讓未結紮的公貓 Tolouse 可以自由進出家門及屋外，因此在路易斯安那州門羅住家附近出現了野生的曼赤肯短腿貓。牠們顯然可以跟長腿貓正常繁殖交配，成為一個繁殖生育計畫的種公並在北美建立起曼赤肯此品種。

## 基因特性
Hochenedel 與 LaFrance 聯繫了位於美國的國際育猫協會（TICA）的基因委員會主席 Solveig Pflueger 博士。研究確定指出短腿現象是由顯性基因的突變影響腿長，擁有這種基因的貓則會出現短腿特徵。一般認為曼赤肯的骨發育缺失症狀相對輕微，可以健康的存活到老年，但可能還有隱藏的問題沒被發現，因此當前的繁殖與購買在一些地區仍有爭議，部分缺乏管理的培育支系不被認可。

## 品種認可
1995年曼赤肯貓被國際育猫協會認可，但貓迷管理委員會、貓迷協會（CFA）、歐洲貓協聯盟（FIFe）除外，而其他認可之組織包括南部非洲貓理事會與福爾摩沙貓迷俱樂部。

## 特性
國際育猫協會將 Munchkin 描述為“外向、聰明且反應、應對良好”。因矮短的身材，性格好奇好動、敏捷快速、奔跑等動作，雙腿短並未影響奔跑和跳躍能力。
體型中等，母貓比公貓與体形中等稍胖，公貓比母貓重通常約4至8磅。後腿比前腿長，毛長分為短毛曼赤肯及長毛曼赤肯。
2014年，來自加利福尼亞州納帕市的曼赤肯短腿貓 Pixel 得到金氏世界紀錄的官方認證，身高僅為13公分。
因短腿基因是顯性基因的緣故，曼赤肯貓父母
短腿基因是顯性基因的緣故，曼赤肯貓和長腿貓生下的小貓：50％會是標準短腿貓,50％會是長腿貓。父母都是曼赤肯貓的小猫有50％會是標準短腿貓，25％會是長腿貓，另外25％從父母那裡繼承了兩份短腿基因的貓無法發育成形。

## 外部連結
维基共享资源上的相關多媒體資源：曼切堪貓